# Durel Avounou
Durel Avounou, né le 25 septembre 1997 à Brazzaville (Congo), est un footballeur international congolais qui évolue au poste de milieu axial au Çorum FK.

## Carrière

### Débuts et formation
Né à Brazzaville, Durel Avounou commence le football à l'âge de 12 ans en entrant dans le centre de sport-études La Djiri en compagnie d'un autre pensionnaire, Exaucé Ngassaki. Rapidement, avec une sélection jeunes du Congo lors d'un tournoi international, lui et son coéquipier se font remarquer par plusieurs clubs français, dont l'Olympique de Marseille qui feront passer un essai aux deux espoirs, mais ne seront pas conservés. Après un autre essai, cette fois-ci concluant, ils signent tous deux un contrat de stagiaire professionnel de cinq ans avec le Stade Malherbe de Caen.
Rapidement, Durel Avounou s'impose comme une pièce maîtresse au sein de l'équipe réserve au milieu de terrain, parfois même au poste de défenseur central[réf. nécessaire].

### Débuts professionnels
Tandis que son ami Exaucé Ngassaki n'est pas conservé et s'engage avec le Stade brestois 29, ses prestations avec l'équipe réserve lui font signer un contrat professionnel de 3 ans avec le club normand. Auteur de prestations intéressantes durant la préparation estivale pour la saison 2017-2018 , il joue son premier match professionnel dès la première journée de Ligue 1 en tant que titulaire.
Le 18 juillet 2018, il est prêté pour une saison à l'US Orléans, sans option d'achat.

### Carrière internationale
Il est sélectionné dès l'âge de 18 ans en sélection congolaise, avant même d'être un joueur professionnel. Il joue son premier match en équipe nationale le 13 octobre 2015, en amical contre le Bénin (victoire 2-1).

## Statistiques
| Saison                | Club                  | Championnat           | Championnat | Championnat | Championnat | Coupe nationale | Coupe nationale | Coupe nationale | Coupe de la Ligue | Coupe de la Ligue | Coupe de la Ligue | Total | Total | Total |
| Saison                | Club                  | Division              | M.          | B.          | P.d.        | M.              | B.              | P.d.            | M.                | B.                | P.d.              | M.    | B.    | P.d.  |
| 2017-2018             | SM Caen               | Ligue 1               | 9           | 0           | 0           | 5               | 0               | 0               | 1                 | 0                 | 0                 | 15    | 0     | 0     |
| 2019-2020             | SM Caen               | Ligue 2               | 5           | 0           | 0           | 0               | 0               | 0               | 1                 | 0                 | 0                 | 6     | 0     | 0     |
| Sous-total            | Sous-total            | Sous-total            | 14          | 0           | 0           | 5               | 0               | 0               | 1                 | 0                 | 0                 | 20    | 0     | 0     |
| 2018-2019             | US Orléans (prêt)     | Ligue 2               | 35          | 5           | 2           | 3               | 0               | 0               | 3                 | 0                 | 1                 | 41    | 5     | 3     |
| Sous-total            | Sous-total            | Sous-total            | 35          | 5           | 2           | 3               | 0               | 0               | 3                 | 0                 | 1                 | 41    | 5     | 3     |
| 2020-2021             | Le Mans FC            | National              | 16          | 2           | 0           | 0               | 0               | 0               | 0                 | 0                 | 0                 | 16    | 2     | 0     |
| Sous-total            | Sous-total            | Sous-total            | 16          | 2           | 0           | 5               | 0               | 0               | 1                 | 0                 | 0                 | 22    | 2     | 0     |
| Total sur la carrière | Total sur la carrière | Total sur la carrière | 65          | 7           | 2           | 8               | 0               | 0               | 4                 | 0                 | 1                 | 77    | 7     | 3     |